# Master Shortie
Master Shortie (* 7. Mai 1989; eigentlich Theo Jerome Kerlin) ist ein englischer Rapper. 2009 war er mit seinem Song Dead End in den britischen Charts vertreten.

## Biografie
Theo Kerlin wuchs in South London auf. Sein Vater hatte einen Jazzclub. Er besuchte die BRIT School, brach die Ausbildung aber ab. Noch als Teenager bekam er mehrere Angebote von Musiklabels, entschied sich jedoch dagegen, um seine musikalische Freiheit zu behalten. Mit seiner ersten Single Rope Chain, in Eigenregie beim selbst gegründeten Label Odd One Out veröffentlicht, hatte er 2008 einen ersten Erfolg in der britischen Hip-Hop-Szene. Er hinterließ so viel Eindruck, dass er in der erweiterten Newcomer-Liste zum Sound of 2009 der BBC Aufnahme fand.
Mit Dance like a White Boy hatte er in diesem Jahr eine Clubhit. Die Single Dead End schaffte es im Juli 2009 auf einen der hinteren Plätze in den Charts. Bei diesem Song wurde er von Labrinth unterstützt, ebenfalls ein Newcomer im gleichen Alter wie er. Labrinth hatte Produktionserfahrung und unterstützte ihn bei seinem Debütalbum A.D.H.D. Bei der Kritik kam es gut an, kommerziell war es jedoch ein Flop und schaffte es nicht in die Charts. Master Shortie unternahm danach weitere Versuche und veröffentlichte regelmäßig weitere Songs, aber ohne Erfolg. Nachdem zwei EPs ohne nennenswerte Resonanz geblieben waren, zog er sich Mitte der 2010er Jahre zurück.

## Diskografie
Alben
- A.D.H.D. (2009)
- Nobody Taught Me (EP, 2013)
- Theodore (EP, 2014)

Lieder
- Rope Chain (2008)
- Dead End (featuring Labrinth, 2008)
- Dance like a White Boy (2009)
- Bringing It Back (2009)
- Right Time (2010)
- Daydream (featuring Polluted Mindz, 2010)
- Social Groups (2011)
- We Came to Party (2012)
- Common People (featuring Rizzle Kicks, 2013)
- Afrocentric Chicken (featuring Bluey Robinson, 2014)